# Sân bay Moundou
Sân bay Moundou (IATA: MQQ, ICAO: FTTD) là một sân bay phục vụ thành phố Moundou, thành phố lớn thứ nhì ở Tchad và là thủ phủ vùng Logone Occidental.

## Hãng hàng không và tuyến bay
Các hãng bay thường lệ vận chuyển hành khách:
- Toumaï Air Tchad[3] | N'Djamena